# Guglielmo de Léaval

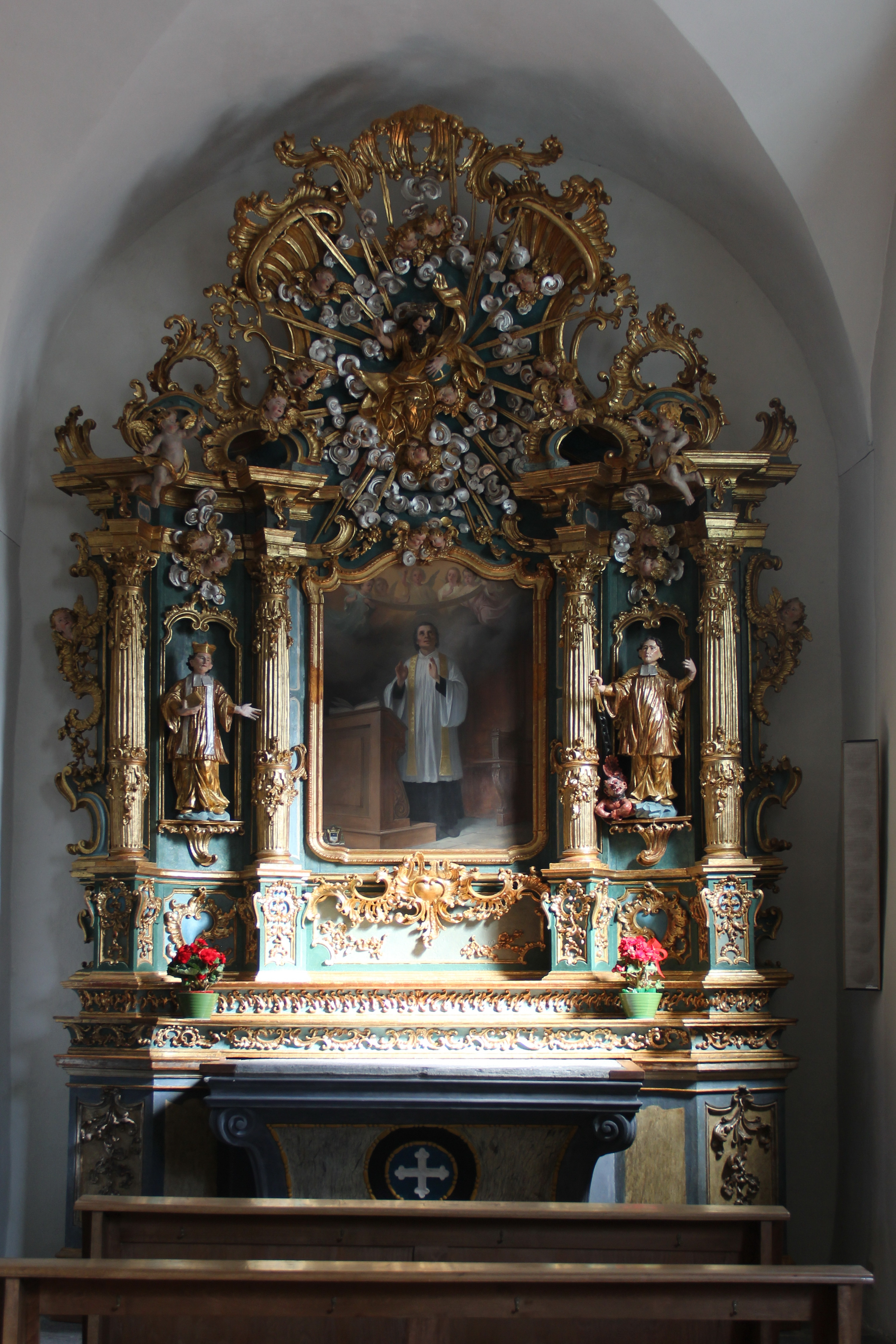
L'altare del beato Guglielmo nella chiesa parrocchiale di Santa Maria Assunta a Morgex

Guglielmo de Léaval, in francese Vuillerme de Léaval, pron. fr. AFI: [vyjɛʁm də leaval] (fl. VII secolo), è stato pievano di Morgex. Il suo culto come beato è stato confermato da papa Pio IX nel 1877.

## Storia
Una tradizione non suffragata da documenti storici vuole che Guglielmo sia vissuto nel VII secolo e sia stato sacerdote e secondo pievano di Morgex. È ritenuto esponente della nobile casata dei de Léaval, ma non si hanno attestazioni della famiglia anteriori al 1295, quando visse il capostipite Rodolfo (fr. Rodolphe).
Il culto del beato Guglielmo a Morgex è attestato sin dagli inizi del XV secolo: nei verbali delle visite pastorali effettuate nel 1414 e nel 1416 si citano, tra le reliquie della chiesa, un cucchiaio e dei frammenti di una coppa in legno appartenuti a Guglielmo.
Lo si riteneva sepolto nella chiesa parrocchiale di Morgex, presso un altare dedicato alla santissima Trinità e ai santi apostoli Filippo e Giacomo, popolarmente detto del Beato Guglielmo, e un inventario dei beni della chiesa redatto il 30 maggio 1452 elenca anche un tappeto e una tovaglia per l'altare del beato dove, con l'autorizzazione del vescovo, si celebrava la messa due volte a settimana.
La sua tomba fu scoperta per caso nel 1687, durante i lavori di ricostruzione della chiesa. Il luogo della sua sepoltura era effettivamente nel punto indicato dalla tradizione: un verbale redatto il 12 giugno 1687 dall'arcidiacono René Ribitel, inviato sul posto dal vescovo di Aosta Albert Bailly, attesta che nel sepolcro furono ritrovati anche un calice e una patena in peltro.
Un esame fatto eseguire nel 1986 su calice e patena da Renato Perinetti, della soprintendenza regionale ai Beni culturali e Ambientali, data gli oggetti al periodo romanico, tra il XII e il XIII. Alla stessa epoca pone l'esistenza del beato Guglielmo uno studio di Aimé-Pierre Frutaz. È anche documentato l'uso nelle regioni a nord e a sud del valico alpino del Gran San Bernardo, dall'Alto Medioevo fino a oltre il XIII secolo, di porre un calice e una patena di stagno nelle tombe degli ecclesiastici.

## Tradizione agiografica
La tradizione esalta la santità, la castità e lo spirito di mortificazione del sacerdote e tramanda numerosi miracoli attribuiti alla sua intercessione.
Al beato Guglielmo sono attribuiti numerosi prodigi: l'acqua di sorgente che il suo domestico gli serviva quando era ammalato si tramutava in vino e, dopo la sua morte, i malati di scabbia che si lavavano a quella sorgente ottenevano la guarigione; durante una messa di Natale, alla sua invocazione "Deus, in adiutorium meum intende", si udì un invisibile coro di angeli rispondere "Domine, ad adiuvandum me festina"; salvò con le sue preghiere un uomo caduto in un precipizio.
Nell'ora della sua morte le campane della chiesa di Morgex si sarebbero messe a suonare da sole.
Nel primo anniversario del suo trapasso, sulla sua tomba fiorì una pianta di piselli e divenne tradizione offrire all'altare, in occasione della sua festa, denaro e legumi.

## Conferma del culto
Nel 1876, in ottemperanza ai decreti di papa Urbano VIII, fu avviato da Joseph-Auguste Duc, vescovo di Aosta, un processo canonico in vista della conferma del culto da tempo immemorabile del beato. Negli atti del processo si elencano numerosi miracoli attribuiti all'intercessione del beato Guglielmo.
Papa Pio IX, con decreto del 15 febbraio 1877, ne confermò il culto con il titolo di beato.
Le reliquie del beato, fino ad allora conservate nella sagrestia della chiesa di Santa Maria Assunta a Morgex, furono poste in una cassa-reliquario e in un busto d'argento.
La festa del beato si celebra il 7 febbraio.
Il culto al beato Guglielmo si diffuse dalla Valdigne a tutta la diocesi di Aosta grazie a una lettera pastorale del vescovo Joseph-Auguste Duc che, dopo la conferma del culto, propose la figura del sacerdote come modello per tutto il clero diocesano.